# 北辛堡墓群
北辛堡墓群，位于中国河北省张家口市北辛堡村，为张家口市宣化县的一个省级文物保护单位，类型为古墓葬，公布时间为1993年7月15日。
北辛堡墓群的历史年代为春秋、战国。